# Parapinnixa
Parapinnixa é um género de crustáceo da família Pinnotheridae.
Este género contém as seguintes espécies:
- Parapinnixa affinis